# Ramón Edgardo Acuña
Ramón Edgardo Acuña (3 de julio de 1917 - 2 de febrero de 1989) fue un político catamarqueño. Actuó como Diputado y Senador Nacional y Constituyente. Fue Presidente del Encuentro de los Argentinos y Fundador de Renovación y Cambio.

## Biografía
Nació en Catamarca en 1917, fue hijo del escribano Jacobo Segundo Acuña Figueroa y de María Maximiliana Nieto Zurita, descendiente en línea directa del dirigente y gobernador federal Pío Isaac Acuña, quien fue hijo del español Francisco de Acuña Coello y Torrado, y de María de Vera y Aragón. Abogado egresado de la Universidad Nacional de La Plata, el 17-V-1943. Falleció en Catamarca en 1989.Comenzó a militar en el grupo FORJA, delegado ante el Comité Nacional en la década de los 40
Senador provincial, Convencional Naciónal Constituyente en 1957 durante la dictadura autodenominada Revolución Libertadora, Diputado Nacional 1958-62, habiendo sido su actuación destacada por Conrado Storani en su obra biográfica. Precanditado a la fórmula presidencial en el año 1963, su nombre fue auspiciado por políticos de la talla de los hermanos Mercader, según lo relataba el gobernador Anselmo Marini. Senador Nacional en 1963-66.
Presidió durante el gobierno del Dr. Arturo Illia la Comisión de Relaciones Exteriores del Senado, correspondiéndole recibir a figuras como Charles De Gaulle o Robert Kennedy[cita requerida]. Durante su mandato, abandonó junto a Ricardo Bassi el bloque radical por no estar de acuerdo con elevar la cuota argentina ante el Fondo Monetario internacional (FMI), y en septiembre de 1965 ambos senadores presentaron un proyecto de ley propiciando que nuestro país se desafiliara del FMI, del BIRF y la Corporación Financiera Internacional. (La Nación del 28-IX-1965: pág. 1 y 16) Mantuvo duras posturas vinculadas con el rol de la OEA durante la invasión a Santo Domingo y propició un acercamiento con el peronismo que le mereció el reconocimiento del General Juan Domingo Perón desde su exilio en Madrid, quién llegó a afirmar a la prensa de esos días: "Acuña y sus amigos siempre serán bienvenidos en Madrid".
En el año 1965 fue Presidente de la Convención Constituyente de Catamarca y en agosto de ese año no dejó hablar públicamente en Catamarca a Armando Balbín por la imagen de “virulento antiperonismo” que este daba a sus discursos. En el año 1966 intentó sin éxito, junto a los generales Rosas y Caro, impedir el golpe militar que se estaba gestando contra el gobierno radical.
Con posterioridad al derrocamiento del Presidente Illía conformó junto a hombres como Marcelo Sánchez Sorondo o el General Carlos Augusto Caro el Movimiento de la Revolución Nacional en contra de la dictadura del General Onganía, fue luego Copresidente del Encuentro para los Argentinos. Cofundador del Movimiento de Renovación y Cambio de la U.C.R, y Copresidente de la Asamblea por los Derechos Humanos, en los difíciles tiempos de la dictadura.
A partir de 1983, estando ya su salud deteriorada, fue designado mediante el Decreto n° 151, del 13 de diciembre de 1983, firmado por el Presidente Raúl Alfonsín, Asesor de la Presidencia de la Nación con rango de Secretario de Estado, cargo que desempeñaba a la fecha de su fallecimiento. [cita requerida]
Enemistado con el sector encabezado por el gobernador Arnoldo Castillo, a quien objetaba por haber sido gobernador durante el proceso militar de 1976-1983, propició a instancias del presidente Alfonsín un acuerdo con el senador Vicente Saadi, a consecuencia del cual fue expulsado, a instancias del castillismo, del radicalismo catamarqueño poco antes de fallecer.
Político de gran formación cultural, fue un gran conocedor de la literatura inglesa y autor de libros de poesías, entre ellos "Poemas y canciones" y "Rosas Cardinales". Su actuación, propiciando un acercamiento con el peronismo durante el gobierno del Dr. Ilia es destacada por su sobrino Marcelo Luis Acuña en su obra "De Frondizi a Alfonsín. La tradición política del radicalismo".
- Datos: Q6099569